# Любовная страсть
«Любовная страсть» (итал. Passione d'amore) — франко-итальянский фильм 1981 года режиссёра Этторе Скола, экранизация романа Иджинио Уго Таркетти.

## Сюжет
1862 год. Молодой и привлекательный Джорджо Баккетти, капитан кавалерии, влюблён в красивую замужнюю женщину Клару. Но его переводят в другой гарнизон, где больная, внешне безобразная девушка по имени Фоска, кузина коменданта, начинает испытывать страсть к Джорджо, от которой невозможно избавиться, если только не полюбить в ответ это чудовище с ангельской душой.

## В ролях
- Бернар Жиродо — Джорджо
- Лаура Антонелли — Клара
- Валерия Д’Обичи — Фоска
- Жан-Луи Трентиньян — доктор
- Массимо Джиротти — полковник
- Бернар Блие — майор
- Джерардо Амато — лейтенант Баджи
- Сандро Гиани — денщик Джорджо
- Альберто Инкроччи — капитан
- Розария Скеммари — служанка Фоски

## Премии
- Особые почести жюри режиссёру Этторе Сколе за совокупность творчества по случаю показа фильма «Любовная страсть» на МКФ в Канне[1]
- 2 премии «Давид ди Донателло» — за женскую роль (Валерия Д’Обичи — совместно с Марианджелой Мелато, сыгравшей в ленте «Помогите мне мечтать») и продюсеру Франко Коммиттери
- 3 «Серебряных ленты» — за сценарий, работу художника и второплановую мужскую роль (Массимо Джиротти)